# 電影少年悍將GO！
《電影少年悍將GO！》（英語：Teen Titans GO! To The Movies）是一部2018年美國動作喜劇動畫電影，為2013年卡通頻道喜劇動畫《少年悍將GO！》的電影版，由該系列主創亞倫·霍爾維斯和皮特·瑞達·邁克爾共同執導，曾經製作過《樂高玩電影》的華納動畫集團則代替華納兄弟動畫負責製作本片。電影將於2018年7月27日在美國上映。
與其他DC的2D動畫作品不同，本作將完全在電影院上映，華納兄弟影片公司代替華納家庭娛樂公司負責本片的出品及發行。同時本片也將是續《飛天小女警大電影》和《樂高旋風忍者電影》後第三部根據卡通頻道劇集改編的院線動畫電影。
与电视剧集版不同的是，本作中之前所有的以DC漫画为基础的电影/电视剧将全部登场，且电视剧集中的部分客串角色也将在本作中首次说话。

## 劇情
所有的DC超級英雄都擁有了屬於他們自己的院線電影，唯獨少年悍將沒有。於是羅賓決定帶領整個團隊前往錫斯爾鎮去引起好萊塢大導演的注意。結果卻遭到了地球上最具威脅的反派重創，少年悍將的去與留也開始逐漸變成了未知數。
片尾，2003-2006年系列的《少年泰坦》出現在扭曲的螢幕上，告訴觀眾他們“找到回來的路了”。第二片尾，蝙蝠俠電影再次首映時被酷姬困在黑暗中未知挑戰者仍然被困，海莉教授推測他們錯過了這部電影。

## 演員
| 角色                    | 真实名字                         | 介紹 | 英語配音                                  |
| ----------------------- | -------------------------------- | --- | ----------------------------------------- |
| 羅賓 Robin              | 迪克·格雷森 Dick Grayson         | 第一代羅賓，少年悍將的隊長，蝙蝠俠的繼長子。完全主義者和控制狂。 | 史考特·門維爾                             |
| 人皮獸 Beast boy        | 加菲·罗根 Garfield Logan         | 原死亡巡邏隊成員。可以變成大多數動物（神話動物也可以）。是個素食主義者，暗戀酷姬。                                                                                               | 葛瑞格·塞普斯                             |
| 鋼骨 Cyborg             | 維克多·史東 Victor Stone         | 在一次意外中殘廢後大部分被改裝成機器的半機器人半人類，通常使用隱藏在手中的音波炮攻擊，與人皮獸是好朋友。                                                                         | 凱瑞·派頓                                 |
| 俏嬌娃 Starfire         | 寇莉安 Koriand'r                 | 塔馬拉星國王的女兒。個性十分熱情、采烈，總是樂於幫助其他人。 | 辛登·瓦爾希                               |
| 酷姬 Raven              | 瑞雯·瑞秋·羅斯 Raven Rachel Roth | 宇宙魔王泰萊剛／特力貢（Trigon）的女兒，是一個半人半惡魔。擅長使用黑暗魔法以及惡魔化攻擊，攻擊時會念著「Azarath Metrion, zinthos（天地万物听我命令）」的咒語。人皮獸的暗戀對象。 | 泰拉·史壯                                 |
| 史萊德 Slade            | 史莱德·威尔森 Slade Wilson       | 羅賓以往宿敵之一，通常稱作喪鐘。在本片偽裝成好萊塢超級英雄片女導演「潔德·威爾森」（Jade Wilson）。                                                                               | 威尔·阿奈特（史萊德） 姬絲汀·貝兒（潔德） |
| 超人 Superman           | 克拉克·肯特 Clark Kent           | 正義聯盟的成員。 | 尼可拉斯·凱吉                             |
| 神力女超人 Wonder Woman | 黛安娜·普林斯 Diana Prince       | 正義聯盟的成員。 | 海爾賽                                    |
| 绿灯侠 Green Lantern    | 約翰·史都華 John Stewart         | 正義聯盟的成員。 | 利爾·亞蒂                                 |
| 閃電俠 Flash            | 貝瑞·艾倫 Barry Allen            | 正義聯盟的成員。 | 威尔·惠顿                                 |
| 水行俠 Aquaman          | 亞瑟·庫瑞 Arthur Curry           | 正義聯盟的成員。 | 艾瑞克·包薩                               |
| 原子俠 Atom             | 雷·帕瑪 Ray Palmer               | 正義聯盟的成員。 | 派頓·奧斯瓦特                             |
| 史丹·李 Stan Lee        | 史丹·李 Stan Lee                 | 好萊塢片場跑錯棚客串。 | 本人                                      |

## 發行
2017年9月，在華納動畫集團宣布2018年除了《小腳怪》外，還將製作一部2D動畫電影，這也將是續2001年《捍胃戰士》後華納動畫集團（包括華納動畫集團的前身華納長片動畫）时隔16年後再度製作2D動畫電影，且是續《樂高蝙蝠俠電影》後華納動畫集團再一次與DC影業合作。一個月後，電影標題跟前導海報發表，並宣布威尔·阿奈特與姬絲汀·貝兒加入演出陣容。
2018年1月10日，華納兄弟在卡通頻道正式公布了首個預告，1月12日，首個正式的先導預告與《帕丁頓熊》前播出。

## 外部連結
- 官方網站 （页面存档备份，存于）
- 互联网电影数据库（IMDb）上《電影少年悍將GO！》的资料（英文）